# Jean Monnet-díj
A Jean Monnet-díj, azaz Charente megye képviselő tanácsának Jean Monnet-ról elnevezett európai irodalmi díja (Prix Jean Monnet de littérature européenne du département de Charente) egy francia irodalmi díj, mellyel 1995-től kezdődően évente egy franciául írt vagy franciára fordított szerzőt tüntetnek ki.

## Díjazottak
- 1995 : Antonio Tabucchi ( Olaszország): Állítja Pereira (ford.: Lukácsi Margit); fr.: Pereira prétend (ford.: Bernard Comment)
- 1996 : Pierre Mertens ( Belgium): fr.: Une paix royale
- 1997 : Arturo Pérez-Reverte ( Spanyolország): Dobpergés Sevillában (ford.: Latorre Ágnes); fr.: La Peau du tambour (ford.: Jean-Pierre Quijano)
- 1998 : Herbjørg Wassmo ( Norvégia): fr.: Ciel cruel (ford.: Luce Hinsch)
- 1999 : Harry Mulisch ( Hollandia): A menny felfedezése (ford.: Wekerle Szabolcs; fr.: La Découverte du ciel (ford.: Isabelle Rosselin)
- 2000 : Lídia Jorge ( Portugália): fr.: La Couverture du soldat (ford.: Geneviève Liebrich)
- 2001 : Jorge Semprún ( Spanyolország): fr.: Le Mort qu'il faut
- 2002 : Patrick Modiano ( Franciaország): A Kis Bizsu (ford,: Röhrig Eszter; fr.: La Petite Bijou
- 2003 : William Boyd ( Egyesült Királyság): fr.: À livre ouvert (ford.: Christiane Besse)
- 2004 : Anzsel Vagenstajn ( Bulgária): fr.: Adieu Shanghai (ford.: Krasimir Kavaldjiev)
- 2005 : J. G. Ballard ( Egyesült Királyság): fr.: Millenium People (ford.: Philippe Delamare)
- 2006 : Rosetta Loy ( Olaszország): fr.: Noir est l'arbre des souvenirs, bleu l'air (ford.: Françoise Brun)
- 2007 : Jens Christian Grøndahl ( Dánia): Piazza Bucharest (ford.: Kertész Judit); fr.: Piazza Bucarest (ford.: Alain Gnaedig)
- 2008 : Danièle Sallenave ( Franciaország): fr.: Castor de guerre
- 2009 : Claudio Magris ( Olaszország): fr.: Vous comprendrez donc (ford.: Jean et Marie-Noëlle Pastureau)
- 2010 : Hans Magnus Enzensberger ( Németország): fr.: Hammerstein (ford.: Bernard Lortholary)
- 2011 : Sylvie Germain ( Franciaország): fr.: Le Monde sans vous
- 2012 : Antonio Muñoz Molina ( Spanyolország): fr.: Dans la grande nuit des temps (ford.: Philippe Bataillon)
- 2013 : Michael Kumpfmüller ( Németország): Az élet gyönyörűsége (ford.: Nádori Lídia); fr.: La Splendeur de la vie (ford.: Bernard Kreiss)
- 2014 : Erri De Luca ( Olaszország): fr.: Le Tort du soldat (ford.: Danièle Valin)

## Külső hivatkozások
- Hivatalos oldal Archiválva 2008. május 18-i dátummal a Wayback Machine-ben